# Thomas Jefferson Rusk
Thomas Jefferson Rusk (Pendleton, 5 dicembre 1803 – 29 luglio 1857) è stato un politico statunitense, primo Ministro della Guerra della Repubblica del Texas e Presidente pro tempore del Senato degli Stati Uniti nel 1857.
Nacque a Pendleton, nella Carolina del Sud, il 5 dicembre 1803 da John Rusk, scalpellino, e Mary Sterritt. Divenne avvocato nel 1825 e fece il suo praticantato in Georgia. Nel 1827 si sposò con Mary F. Cleveland, la figlia del generale Cleveland.
Iniziò a fare affari col suocero ma nel 1834 uno dei manager della compagnia fuggì nel Texas messicano e Rusk non riuscì a recuperare più i soldi. Egli rimase in Texas e acquisì la cittadinanza messicana nel 1835, nella colonia di David Burnet. Fu così che si inserì nel movimento per l'indipendenza.
Pur non firmando la Dichiarazione di Indipendenza Texana Rusk fu ammesso nel primo governo come Ministro della Guerra. Servì come comandante in capo nella parte finale della guerra texano-messicana. Dimessosi come Ministro, entrò a far parte della massoneria.
Nel 1838 divenne capo della milizia di Nacogdoches e sconfisse gli indiani Kickapoo, alleati dei messicani. Catturò un capo dei Caddo e rischiò, riportandolo in Texas, l'incidente diplomatico poiché sconfinò nel territorio degli Stati Uniti d'America.
Il 12 dicembre 1838 fu nominato Giudice Capo della Suprema Corte. Terminò il suo incarico il 30 giugno 1840 e formò uno studio legale con James Pinckney Henderson. All'inizio del 1843 fu di nuovo chiamato come comandante militare e il 16 gennaio divenne capo della milizia texana. Nel 1846 divenne il rettore dell'Università di Nacogdoches.
Era un fervente sostenitore dell'annessione texana agli Stati Uniti. Nel febbraio del 1846 fu eletto al Senato degli Stati Uniti. Fu sostenitore della guerra messicano-americana e sostenne le posizioni del Texas nel Compromesso del 1850.
Nel marzo del 1857 fu nominato Presidente pro tempore del Senato degli Stati Uniti. Il 23 aprile 1856 sua moglie morì di tubercolosi. Disperato per la morte della moglie e per avere scoperto un tumore alla base del collo si sparò con una pistola il 29 luglio 1857.